# Lantriac
Lantriac ist eine französische Gemeinde mit 1.929 Einwohnern (Stand: 1. Januar 2022) im Département Haute-Loire in der Region Auvergne-Rhône-Alpes; sie gehört zum Arrondissement Le Puy-en-Velay und zum Kanton Mézenc. Die Einwohner werden Lantriacois genannt.

## Geographie
Lantriac liegt in der Landschaft Velay. Im Norden und Nordosten begrenzt der Fluss Gagne, im Süden die Laussonne, beides Zuflüsse der Loire. Umgeben wird Lantriac von den Nachbargemeinden Saint-Germain-Laprade im Norden und Nordwesten, Saint-Julien-Chapteuil im Osten und Nordosten, Laussonne im Südosten, Le Monastier-sur-Gazeille im Süden, Coubon im Westen und Südwesten sowie Arsac-en-Velay im Westen.

## Weblinks

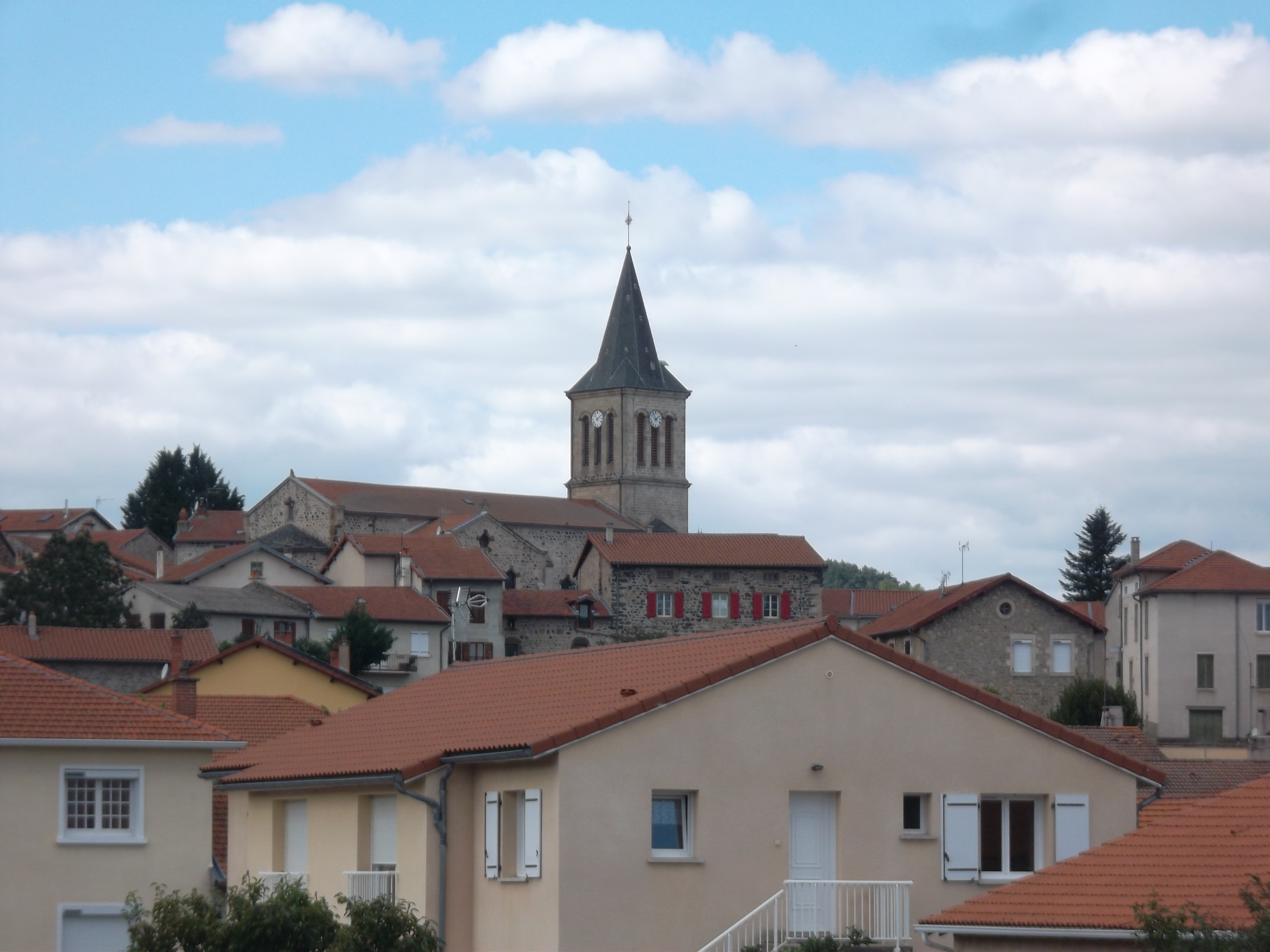
Blick zur Kirche Saint-Vincent

## Bevölkerungsentwicklung
| Jahr                       | 1962 | 1968 | 1975 | 1982 | 1990 | 1999 | 2006 | 2017 |
| Einwohner                  | 902  | 892  | 981  | 1244 | 1468 | 1598 | 1775 | 1928 |
| Quellen: Cassini und INSEE |      |      |      |      |      |      |      |      |